# Homalium barandae
Homalium barandae är en videväxtart som beskrevs av António José Rodrigo Vidal och Emilio Huguet del Villar y Serrataco. Homalium barandae ingår i släktet Homalium och familjen videväxter. Inga underarter finns listade i Catalogue of Life.